# Conobea aquatica
Conobea aquatica là một loài thực vật có hoa trong họ Mã đề. Loài này được Aubl. mô tả khoa học đầu tiên năm 1775.